# The Million Dollar Mystery
The Million Dollar Mystery è un serial del 1914 diretto da Howell Hansel. Girato a New Rochelle (stato di New York), la serie di 23 episodi è interpretata da Florence La Badie, James Cruze e Marguerite Snow. Venne distribuito in sala il 22 giugno 1914.
È il primo film della breve carriera di attore di Alexander Hall, futuro montatore, ma ben più conosciuto negli anni trenta/quaranta come regista.
Nel 1927, ne venne fatto un remake in 6 rulli (circa 60 minuti), un Million Dollar Mystery diretto da Charles J. Hunt.

## Trama
John Hargraves, in gioventù, aveva fatto parte di un'organizzazione segreta russa, i Black Hundred. Dopo averli lasciati, era partito per gli Stati Uniti dove aveva fatto fortuna. Per proteggere Florence, la sua bambina, l'aveva messa in un collegio dove la ragazza era rimasta fino al raggiungimento del suo diciassettesimo anno di età. Scoprendo che alcuni agenti della Black Hundred sono sulle sue tracce, Hargraves ritira da diverse banche la somma di un milione di dollari, preparandosi a fuggire. I russi, capitananti dalla contessa Olga, riescono a mettere le mani sopra Florence che rapiscono e poi tengono prigioniera. La ragazza sarà salvata dall'intervento di un giornalista, il reporter Jim Norton, che mette fuori gioco la banda e riporta Florence da suo padre.

### Episodi
1. The Airship in the Night - (registrato l'8 maggio) distribuito il 22 giugno 1914
2. The False Friend - (registrato il 9 giugno 1914)
3. A Leap in the Dark - (registrato il 9 giugno 1914)
4. The Top Floor Flat - (registrato il 9 giugno 1914)
5. At the Bottom of the Sea - (no copyright registration)
6. The Coaching Party of the Countess - (no copyright registration)
7. The Doom of the Auto Bandits - (no copyright registration)
8. The Wiles of a Woman - (no copyright registration)
9. The Leap from an Ocean Liner - (no copyright registration)
10. - no copyright registration
11. In the Path of the Fast Express - (no copyright registration)
12. - (no copyright registration)
13. - (no copyright registration)
14. - (no copyright registration)
15. The Borrowed Hydroplane - (no copyright registration)
16. Drawn Into the Quicksand - (no copyright registration)
17. A Battle of Wits - (no copyright registration)
18. - (no copyright registration)
19. - (no copyright registration)
20. - (no copyright registration)
21. - (no copyright registration)
22. The Million Dollar Mystery - (no copyright registration)
23. The Mystery Solved

## Produzione
Il film fu prodotto da Edwin Thanhouser per la Thanhouser Film Corporation. Venne girato a New Rochelle, nello stato di New York, sede della casa di produzione.

## Distribuzione
Distribuito dalla Randolph Film Corp. e dalla Syndicate Film Corporation, il serial uscì nelle sale cinematografiche USA il 22 giugno 1914. Fu uno dei grandi successi del genere seriale degli anni del muto, consacrando l'abilità del manager Charles J. Hite che, con un investimento di 125.000 dollari fece incassare alla compagnia oltre un milione e mezzo. Hite, che aveva messo in cantiere anche il seguito, Zudora, non riuscì a godere del successo perché restò ucciso in un incidente automobilistico il 22 agosto 1914.
Il serial originario, nel 1918, venne rimontato in una versione in 6 rulli dalla Randolph Film Corporation. Fu distribuito dall'Arrow Film Corporation nel giugno 1918. La pellicola è presumibilmente andata perduta.